# Америка има таленат: Шампиони
Америка има таленат: Шампиони (енгл. America's Got Talent: The Champions) америчко је телевизијско талент-шоу такмичење. Представља спин-оф такмичења Америка има таленат. Као и главна емисија, спин-оф је направио Сајмон Кауел и емитује се од 7. јануара 2019. године на мрежи Ен-Би-Си. Емисија, који функционише слично као и Америка има таленат, садржи учеснике из читаве Има таленат франшизе — победнике, финалисте, учеснике који су наступали уживо и остале значајне личности — такмичући се једни против других у низу предлиминарних кругова да би обезбедили место у великом финалу и шансу да освоје новчану награду и титулу америчког „светског првака“ у оквиру Има таленат.
У Србији се емитује од 1. јануара 2020. године на мрежи Нова, титлована на српски језик. Титлове је радио студио Блу хаус.